# Joc de xips

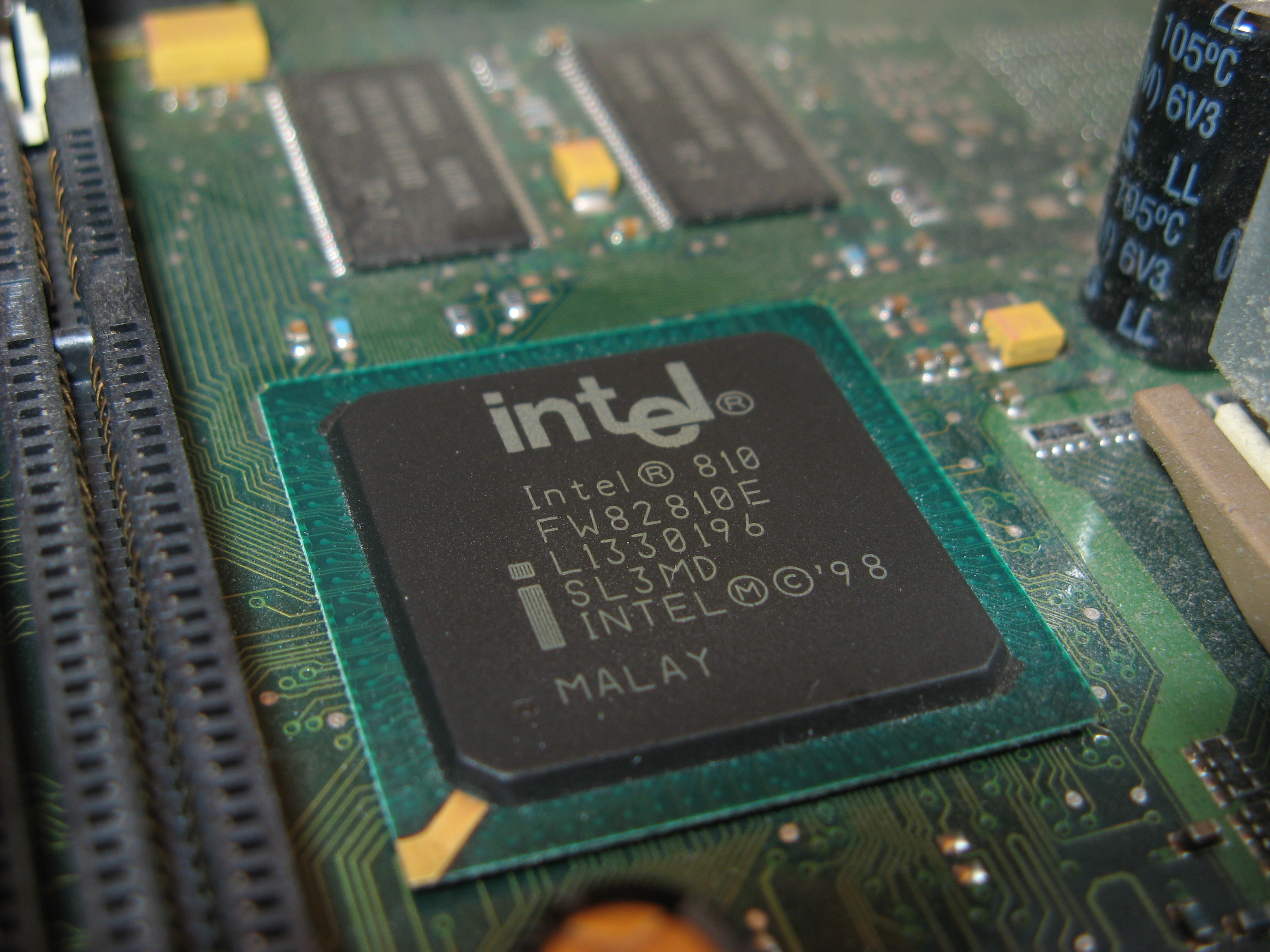
Joc de xips northbridge Intel i810E

Un joc de xips (chipset en anglès) és un grup de xips dissenyats per treballar conjuntament. Són una part essencial del maquinari i s'ocupen de coordinar i controlar els components de la placa base i els perifèrics externs.

## Tipus
En ordinadors personals (PC), basats en sistema Intel-Pentium, el terme chipset sovint es refereix als dos principals xips de la placa mare: el southbridge i el northbridge. El northbridge controla les funcions d'accés cap a i entre el microprocessador, la memòria RAM, el port gràfic AGP, i les comunicacions amb el southbrigde. El southbridge controla els dispositius associats com són la controladora de discs IDE, els ports USB, FireWire, SATA, RAID, ranures Peripheral Component Interconnect, AMR, CNR, ports d'infrarojos, disquetera, ethernet i una llarga llista amb tots els elements que podem imaginar integrats en la placa mare.
Els fabricants de jocs de xips són independents dels de plaques mare.
Exemples de jocs de xips per PC inclouen els NVIDIA nForce i el VIA Technologies'KT800, ambdós per processadors AMD, o un per la majoria dels jocs de xips amb processador Intel.